# Лыткин, Василий (купец)

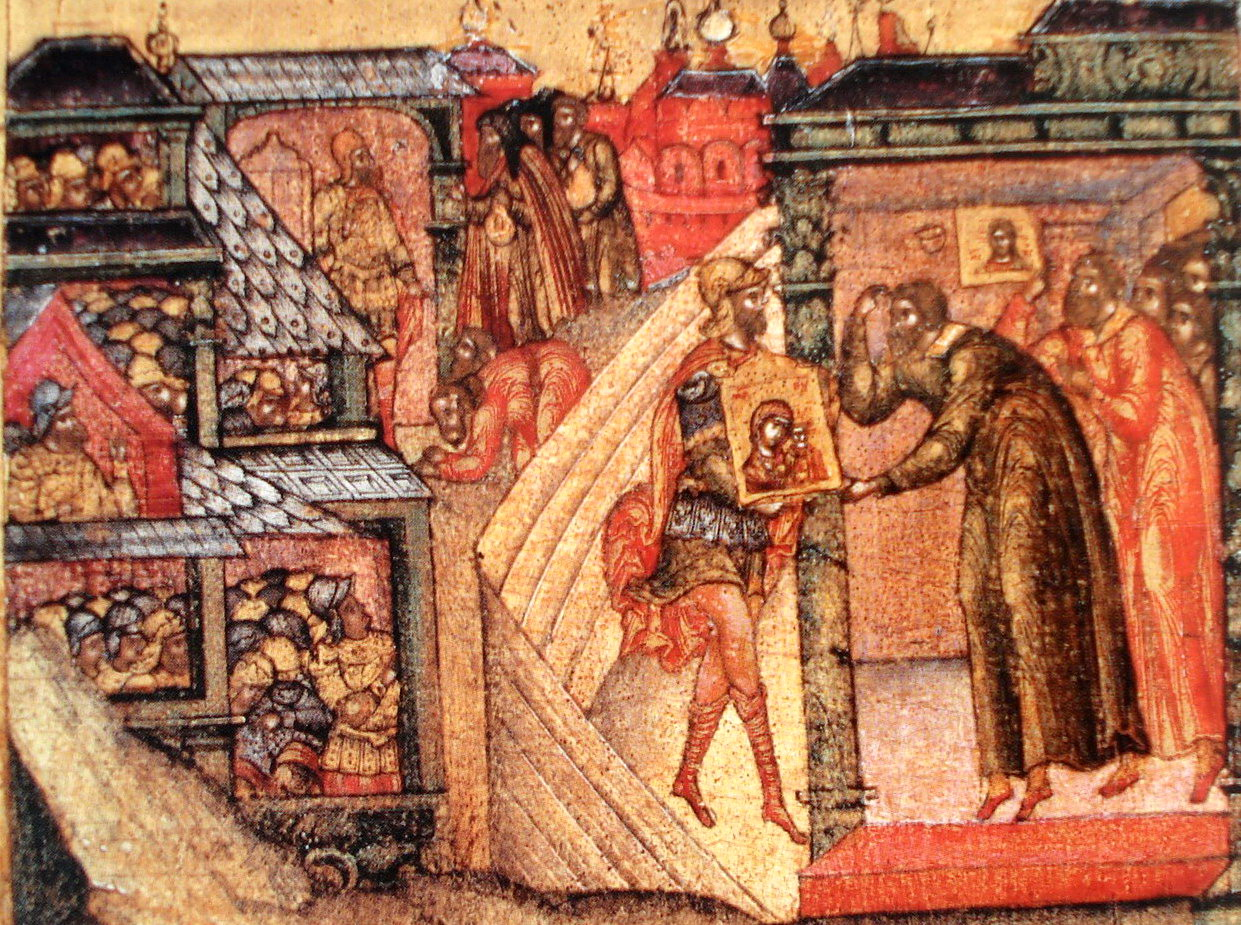
Яков Любский дарит икону Казанской Богоматери ярославскому земскому старосте Василию Лыткину. Клеймо рамы от иконы Богоматери Ярославской-Казанской. Конец XVII века.

Василий Лыткин — ярославский купец, самый видный представитель рода Лыткиных, принадлежавшего в первой половине XVII века к верхушке торгово-ремесленного посада и являвшегося в это время одним из крупнейших торговых домов Ярославля.
Известны имена трёх братьев, главных представителей этого рода, — Василия, Стефана и младшего Георгия, прозвище (некрещеное имя) которого было — Третьяк.

## Биография
В 1609 г. являлся земским старостой, многое делал для защиты ярославцев от «литовских людей и русских воров». Согласно повести о построении Нового девича монастыря в Ярославле, «берегучи град Ярославль от разорения и мирских людей жалеючи, многие свои животы за мир истощил». Выкупил у похитителя ставшую одной из главных святынь города Казанскую икону Богоматери — список с чудотворного образа Богоматери, обретенного в Казани 8 июля 1579 года. Приходской церковью Лыткиных был храм Похвалы Богородицы на Ярославском посаде «в Занетечье» (церковь Дмитрия Солунского), в который они сделали многочисленные вклады. Первоначально там была помещена и икона Казанской Богоматери, впоследствии она была перенесена в особый храм и был основан Казанский монастырь в Ярославле. (Икона бесследно исчезла в 1930-х гг.)
Ярославские купцы — Григорий Никитников, Михаил Гурьев, Епифаний Светешников, Василий Лыткин — принимали деятельное участие в создании материальной базы ополчения Минина и Пожарского.
В 1622 году Василий и Третьяк Лыткины были пожалованы чином гостей (позже Третьяк был переведен в гостиную сотню). Такая привилегия была выражением признания новой властью экономической мощи этих ярославских купцов и их заслуг в Смутное время начала XVII века, пожертвовавших, в частности, немалые денежные средства на ополчение Минина и Пожарского.
О заметной общественной и культурной роли в жизни Ярославского посада, которую играли Лыткины, свидетельствует существование книжно-литературной традиции двух сказаний о чудотворных иконах Казанской и Грузинской Божьей Матери.
Уникальный памятник книжной культуры первой половины XVII века — библиотека Лыткиных. По своему масштабу она уступала в это время, вероятно, только библиотеке Строгановых. Кроме богослужебных книг, традиционно преобладавших тогда в репертуаре многих книжных собраний, в лыткинской библиотеке была также значительно представлена литература светского содержания. Это рукописи и печатные издания «Хронографа», «Донского побоища», Степенной книги, «Летописца великого русского», «Истории о Казанском взятье и многих статей из Летописцов», двух списков «Повести о Псково-Печерском монастыре», «Домостроя», «Устюжского летописца», «Космографии» Козьмы Индикоплова, печатной «Грамматики». В библиотеке имелся также один из наиболее ранних списков «Сказания» Авраамия Палицына об осаде Троице-Сергиева монастыря. Этот факт свидетельствует о живом интересе владельцев этой рукописной книги к родной истории. В числе печатных произведений, находившихся в библиотеке Лыткиных, следует назвать издания первопечатников Франциска Скорины, Ивана Федорова.
Основные сведения о составе библиотеки Лыткиных содержались в «Росписи книгам домовым», состоящей из перечня названий 100 рукописных и печатных книг, переданных 6 июня 1635 года Третьяком Лыткиным в далекий северный Красногорский (Черногорский) монастырь (на реке Пинеге). Из составленной несколько позже «Повести о начале Красногорского монастыря на Пинеге» следовало, что Лыткин в разное время пожертвовал обители 147 книг. Отдельные выявленные экземпляры книг лыткинской библиотеки находятся ныне в рукописных собраниях ряда государственных хранилищ (Библиотека РАН, ГИМ, РГБ, ЯГИАМЗ, Днепропетровский исторический музей им. Д. И. Яворницкого).

## В литературе
Василий Лыткин — персонаж исторической пьесы в стихах Александра Островского «Козьма Захарьич Минин-Сухорук».